# Sheilendra Girjasing
Sheilendra Girjasing (Nickerie, 27 augustus 1956 - Nijmegen, 8 oktober 2018) was een Surinaams politicus. Hij was lid van de Vooruitstrevende Hervormings Partij (VHP). Van 2010 tot aan zijn dood was hij lid van De Nationale Assemblée (DNA).

## Biografie

### Familie en achtergrond
Hij was een jongere broer van Soeshiel Girjasing (1953-1999), de minister van Justitie en Politie van 1991 tot 1996. Sheilendra werd door zijn vrouw en kinderen Lin genoemd.
Girjasing had een landbouw- en veelteeltbedrijf met in 2010 120 mensen in dienst. Delen van zijn land stelde hij ter beschikking voor bijenteelt en daarnaast stelde hij een stuk grond ter beschikking aan de AdeKUS voor wetenschappelijke experimenten.
Hij kwam uit een familie die de traditie hooghoudt om dienstbaar te zijn aan de samenleving en stond bekend als een sociaal ondernemer. Hij stond het geven van borstvoeding toe tijdens werktijd en nam mensen met een beperking aan. Hij trad weleens op als zanger en nam ook enkele liedjes op.

### Politiek
Hij is lid geweest van verschillende politieke partijen en sloot zich later aan bij de VHP. Hij werd tijdens de verkiezingen van 2010 gekozen tot lid van DNA als afgevaardigde voor Commewijne. De VHP maakte toen deel uit van de alliantie Nieuw Front.
Hij was betrokken bij de gemeenschap en steunde de strijd voor gelijke rechten van de lhbt-gemeenschap. In januari 2018 waarschuwde hij voor de handel in de partydrug Sukru. Hij was te zien en horen in 1-op-1-contacten in het veld en in debatten op radio en televisie, waarin hij dikwijls in aanvaring kwam met politici uit de regeringscoalitie.
In DNA stelde hij een verstrekt perceel aan NDP-lid Amzad Abdoel ter discussie, dat hij in verband bracht met de stem die Abdoel twee maanden eerder aan de Amnestiewet had gegeven. Dit perceel werd tegen het advies van districtscommissaris Ravin Jiawan toegekend via een presidentiële commissie op het ministerie. Na een week kwam NDP-lid en oud-minister Theo Vishnudatt met het bericht in DNA dat Girjasing in de laatste week van de regering-Venetiaan zou zijn voorgetrokken bij de toekenning van een stuk grond. Volgens Girjasing deed hij zijn aanvraag voor de verkiezingen, samen met achthonderd andere mensen die dezelfde procedure hadden doorlopen. Het zou gegaan zijn om een rechtmatige toekenning aan hem als ondernemer, waartoe de overheid verplicht zou zijn geweest. Girjasing had het vervolgens in cultuur gebracht, wat naar zijn oordeel een verschil was met het perceel van Abdoel.
Vijf jaar later werd hij herkozen. Bij zijn dood werd zijn zetel overgenomen door de NPS, die eveneens deel uitmaakte van de alliantie Nieuw Front.
Girjasing overleed op 8 oktober 2018 op 62-jarige leeftijd in Nijmegen. Hij liet zijn vrouw en twee kinderen achter.